# Sieciebor
Sieciebor, Sietbor – staropolskie imię męskie, złożone z członu Siecie- ("rozumieć, przypomnieć sobie, domyślać się, czuć, spostrzegać") i -bor ("walczyć, zmagać się"), które może oznaczać "przeczuwający przyszłą walkę".